# Ordinariato militare in Spagna
L'ordinariato militare in Spagna è un ordinariato militare della Chiesa cattolica per la Spagna. È retto dall'arcivescovo Juan Antonio Aznárez Cobo.

## Vicariati e parrocchie
L'ordinariato è articolato in 5 vicariati, corrispondenti ai cinque corpi militari delle Forze Armate spagnole: Esercito, Marina, Aviazione, Guardia Civil, Difesa e Servizi di informazione.
La giurisdizione si estende, oltre ai cappellani militari, a 13 parrocchie castrensi presso siti militari spagnoli.
L'ordinariato possiede a Madrid una propria cattedrale, la chiesa del Sacramento.
Inoltre l'ordinariato ha un seminario proprio, il Collegio sacerdotale castrense Giovanni Paolo II, con sede a Madrid.

## Storia
La giurisdizione castrense era già esistente in Spagna nel primo terzo del XVI secolo e fu progressivamente regolamentata durante i secoli XVI e XVII, fino al breve di papa Clemente XII del 7 febbraio 1736.
Il breve Apostolicae benignitatis di papa Clemente XIII del 10 marzo 1762 assoggettò i cappellani militari al patriarca delle Indie Occidentali il cui titolo andava appannaggio dei Vicari generali dell'esercito. Altri brevi sulla giurisdizione ecclesiastica militare spagnola furono emanati dallo stesso Clemente XIII il 14 marzo 1764 e da papa Pio VII il 12 giugno 1807.
Vacante dal 1930, al tempo della Seconda repubblica il vicariato castrense fu soppresso dalla Santa sede il 30 marzo 1933.
Fu ristabilito il 5 agosto 1950, sulla base di una convenzione stipulata a Roma fra la Santa Sede e il governo spagnolo e confermato dal Concordato del 1953.
Successivamente, il 3 agosto 1979 è stato firmato tra Santa Sede e Spagna un nuovo accordo sull'Assistenza religiosa alle Forze Armate.
Il 21 aprile 1986 il vicariato castrense è stato elevato ad ordinariato militare con la costituzione apostolica Spirituali militum curae di papa Giovanni Paolo II.
Il 14 novembre 1987 la Congregazione per i vescovi ha approvato gli statuti dell'ordinariato militare, previsti dalla Spirituali militum curae; l'articolo 1 stabilisce che la denominazione ufficiale in lingua spagnola è quella di Arzobispado Castrense de España.

## Cronotassi dei vescovi
Si omettono i periodi di sede vacante non superiori ai 2 anni o non storicamente accertati.
- Jaime Cardona y Tur † (11 luglio 1892 - 6 gennaio 1923 deceduto)
- Ramón Pérez y Rodríguez † (7 gennaio 1929 - 30 giugno 1930 nominato patriarca delle Indie occidentali)
  - Sede vacante (1930-1933)
  - Sede soppressa (1933-1950)
- Luigi Alonso Muñoyerro † (12 dicembre 1950 - 23 settembre 1968 deceduto)
- José Ángel López Ortiz, O.S.A. † (18 febbraio 1969 - 28 maggio 1977 ritirato)
- Emilio Benavent Escuín † (25 maggio 1977 - 27 ottobre 1982 dimesso)
- José Manuel Estepa Llaurens † (30 luglio 1983 - 30 ottobre 2003 ritirato)
- Francisco Pérez González (30 ottobre 2003 - 31 luglio 2007 nominato arcivescovo di Pamplona e Tudela)
- Juan del Río Martín † (30 giugno 2008 - 28 gennaio 2021 deceduto)
- Juan Antonio Aznárez Cobo, dal 15 novembre 2021

## Statistiche
| anno | presbiteri | presbiteri | presbiteri | diaconi | religiosi | religiosi | parrocchie |
| anno | totale     | secolari   | regolari   | diaconi | uomini    | donne     | parrocchie |
| ---- | ---------- | ---------- | ---------- | ------- | --------- | --------- | ---------- |
| 1999 | 144        | 135        | 9          |         | 9         | 170       |            |
| 2000 | 144        | 135        | 9          |         | 9         | 148       |            |
| 2001 | 134        | 127        | 7          |         | 7         | 120       |            |
| 2002 | 131        | 124        | 7          |         | 7         | 110       |            |
| 2003 | 118        | 111        | 7          |         | 7         | 60        |            |
| 2004 | 123        | 117        | 6          |         | 6         | 58        |            |
| 2013 | 119        | 116        | 3          |         | 3         | 51        | 239        |
| 2016 | 121        | 118        | 3          |         | 3         | 47        | 238        |
| 2019 | 127        | 122        | 5          |         | 5         | 43        | 238        |
| 2021 | 116        | 111        | 5          |         | 5         |           | 238        |